# Concilio di Londra (1075)
Il Concilio di Londra del 1075 (o Sinodo di Westminster del 1075) è stato un sinodo della Chiesa cattolica inglese presieduto dall'arcivescovo normanno di Canterbury, Lanfranco, cinque anni dopo la sua consacrazione. Tra i partecipanti ci furono Giso, vescovo di Wells, e Guglielmo il Normanno, vescovo di Londra. Il Concilio di Londra produsse diversi decreti, conosciuti come i "Canoni del Concilio di Londra del 1075".
Gli atti del concilio sono riportati nella lettera XI di Lanfranco: ne esistono numerose copie, che derivano da due copie più antiche, una da Canterbury ed una da Worcester.

## Lo svolgimento del Concilio
Il testo originale è in latino: di seguito se ne riporta la traduzione in italiano:
Nell'anno di nostro Signore 1075, nel nono anno del regno di Guglielmo, glorioso re degli inglesi, si riunì nella chiesa di San Paolo Apostolo a Londra un concilio di tutta l'Inghilterra, cioè dei vescovi, degli abati e di molti ecclesiastici. Il concilio fu convocato e presieduto da Lanfranco, arcivescovo della santa chiesa di Canterbury e primate di tutta l'isola Britannica; i venerabili uomini che sedevano con lui erano Thomas, arcivescovo di York, Guglielmo, vescovo di Londra, Goffredo di Montbray, vescovo di Coutances, che sebbene fosse vescovo di una diocesi al di là del mare era seduto con gli altri nel concilio perché aveva molte proprietà in Inghilterra, Walkelin di Winchester, Hermann di Sherborne, Wulfstan di Worcester, Walter di Hereford, Giso di Wells, Remigius di Dorchester ovvero di Lincoln, Herfast di Elmham ovvero di Norwich, Stigand di Selsey, Osbern di Exeter, Peter di Lichfield. A quel tempo la chiesa di Rochester era priva di pastore. Il vescovo di Lindisfarne e di Durham non poté essere presente al concilio per un motivo canonicamente valido. 
E poiché in Inghilterra da molti anni si era persa la tradizione dei Concili, furono rinnovati alcuni provvedimenti che è noto essere stati definiti anche con canoni antichi.

## I Canoni del Concilio di Londra del 1075
1. Così fu stabilito, secondo il quarto Concilio di Toledo, e quelli di Milevi e di Braga, che i vescovi prendano posto secondo l'ordine cronologico della loro ordinazione, salvo quelli che per antica consuetudine o per privilegi delle loro Chiese abbiano diritto a seggi di maggiore dignità. Si interrogarono gli anziani su questo argomento, su ciò che avevano visto personalmente o che avevano saputo veramente e probabilmente dai loro anziani. Per questa risposta fu chiesto e concesso un rinvio fino al giorno successivo. Così l'indomani dichiararono concordemente che l'arcivescovo di York avrebbe dovuto sedere alla destra di quello di Canterbury, il vescovo di Londra a sinistra, quello di Winchester accanto a quello di York, ma in caso di assenza del vescovo di York, quello di Londra sarebbe stato a destra, e quello di Winchester a sinistra.
2. I monaci devono conformarsi alla regola di San Benedetto, ai dialoghi di Gregorio ed all'antica consuetudine delle norme del luogo: in particolare i bambini e i giovani siano tutelati ovunque e affidati a maestri idonei, di notte portino dei lumi; come norma generale tutti non abbiano proprietà, a meno che non siano autorizzati dai prelati. Se muore qualcuno che possiede beni senza la predetta autorizzazione, né li aveva restituiti prima della morte confessando con penitenza e con dolore il suo peccato, allora non si suonino le campane per lui, né si consacri l'ostia salvifica per la sua assoluzione, né sia sepolto in un cimitero.
3. Sulla base dei decreti dei Papi Damaso e Leone e di quanto stabilito nei Concili di Sardica e Laodicea, per i quali è proibito che le sedi vescovili siano in villaggi, fu concesso per favore reale e autorità del Concilio a tre dei predetti vescovi di emigrare dai villaggi alle città: Hermann da Sherborne a Salisbury, Stigand da Selsey a Chichester, Peter da Lichfield a Chester. Il caso di altri che si trovavano in villaggi o borghi fu rinviato ad una udienza del re, che allora era impegnato in una guerra al di là del mare.[N 1]
4. Sulla base di molti decreti dei romani pontefici e per l'autorità di svariati sacri canoni, nessuno mantenga o ordini alcun chierico o monaco sfornito di lettere commendatizie.[N 2]
5. Per frenare l'arroganza di alcuni uomini poco saggi, fu deciso con decreto generale che nessuno parlasse nel Concilio senza il permesso del metropolita, salvo i vescovi e gli abati.
6. Per decreti di Gregorio Magno e di Gregorio Minore[N 3] nessuno prenda moglie dalla propria famiglia o da quella della moglie defunta, fino al settimo grado da entrambe le parti.
7. Nessuno compri o venda ordini sacri o uffici ecclesiastici per la cura delle anime, perché questo crimine fu originariamente condannato dall'apostolo Pietro nel caso di Simon Mago e poi proibito sotto minaccia di scomunica da parte dei santi padri.[N 4]
8. Le ossa o gli animali morti non devono essere appesi da nessuna parte per evitare malattie. La predizione, l'interpretazione di segni, la divinazione o qualsiasi altra opera del diavolo non deve essere praticata. Tutte queste cose furono proibite dai sacri canoni, e coloro che le praticano furono scomunicati per decisione espressa.
9. Sulla base dei Concili di Elvira e Toledo XI nessun vescovo, abate o alcun membro del clero deve giudicare un uomo da mettere a morte o alla mutilazione, né favorire con la sua autorità coloro che lo giudicano.

[Segue l'elenco dei firmatari: due arcivescovi, dodici vescovi e ventuno abati. Le firme degli abati sono precedute da quella dell'arcidiacono di Canterbury ]

### Esplicative
1. ↑  Dopo la conquista dell'Inghilterra, Guglielmo passò i quattro quinti del suo tempo in Normandia o in Francia: (EN) William I [known as William the Conqueror] (1027/8–1087), king of England and duke of Normandy, su Oxford Dictionary of National Biography. URL consultato il 19 febbraio 2024.
2. ↑  Lettere date da un vescovo che congeda una persona che si trasferisce in un'altra diocesi e la raccomanda perché vi sia accolta.
3. ↑  Papa Gregorio III è stato anche definito "Gregorio Minore": (FR) Claude de Vic, Histoire générale de Languedoc: avec des notes et les pièces justificatives, composée ..., J.B. Paya, 1840,  p. 588. URL consultato il 21 febbraio 2024.
4. ↑  Il reato di acquisto o vendita di ordini sacri venne chiamato simonia, dal nome di Simon Mago.

### Bibliografiche
1. ↑   Edward H. Robarts - University of Toronto, A manual of councils of the Holy Catholic church, Edinburgh : J. Grant, 1909,  pp. 273-275. URL consultato il 19 febbraio 2024.
2. 1 2   Henry Gee e William John Hardy, Documents illustrative of English church history, London, Macmillan and co., ltd.; New York, Macmillan & co., 1896,  pp. 54-56. URL consultato il 19 febbraio 2024.
3. ↑  (EN) Brooke Christopher Nugent Lawrence, Archbishop Lanfranc, the English Bishops, and the Council of London of 1075, in Studia Gratiana - Collectanea Stephan Kuttner II, XII, Bologna, Institutum Iuridicum Universitatis Studiorum Bononiensis, 1967,  pp. 56-57.
4. ↑  (LA) Lanfrancus Ticinensis: Epistulae, su www.alim.dfll.univr.it,  pp. 72-78. URL consultato il 10 febbraio 2024.